# Vámoshíd
Vámoshíd (románul: Podu Oltului, németül: Altbrücke), falu Romániában, Brassó megyében. Szászhermány község beosztott falva.

## Fekvése
Brassó megye keleti részén, az Olt jobb partján fekszik. Községközpontjától, Szászhermánytól 7 kilométerre van, a DJ112 úton közelíthető meg, mely egyben a falu főutcáját képezi.

## Története
A Királyföld és Székelyföld határán álló egykori vám környékén alakult ki, az Olt jobb partján. Régen Aldobolyhoz tartozott és Háromszék részét képezte, majd kivált Aldobolyból és önálló falu lett. Az 1968-as megyésítés során Brassó megyéhez és ezen belül Szászhermány községhez csatolták. A 21. században román brassóiak bevándorlása jellemzi.
1910-ben, mikor még Aldobolyhoz tartozott, 151 lakosa volt, melyből 121 román és 30 magyar. A 2011-es népszámlálás szerint 743 lakosa van: 690 román, 21 cigány, 12 magyar. A 2010-es években egy óvoda, egy általános iskola, és egy orvosi rendelő működött a faluban, csatornázás nem volt.
A Vámoshíd néven kívül feljegyezték a Vámoshidpuszta, Vámhidpuszta, Oltvámhid neveket is, románul pedig a Vama Oltului elnevezést. A település nevét adó régi, fából készült vámhíd helyett a 20. század elején állítottak fémhidat.